# 楊汝成
楊汝成（？—？），字載寧，號方壺、元玉，南直隸松江府華亭縣人，竈籍，明朝政治人物。

## 生平
万历三十七年（1609年）己酉科顺天乡试举人，天啟五年（1625年）乙丑科进士，改翰林院庶吉士，七年七月以门户被削籍。崇祯帝即位，天啓七年十一月，户科左给事中李觉斯疏荐起用，授编修，升左中允、左谕德、左庶子、南京国子监祭酒、詹事府詹事、礼部侍郎兼侍读。崇祯中曾典试江西，崇祯十七年甲申京城陷，以追赃助饷，被夹一夹，先以妾数人送刘宗敏、牛金星，故得不杀。又以古玉、金壶等物托周钟送王旗鼓，仍授职。清军击溃李自成后，杨汝成携家南归，以降顺被南明处死。

## 家族
父杨继礼，万历二十年进士。